# Miejskie Przedsiębiorstwo Komunikacyjne w Częstochowie
Die Miejskie Przedsiębiorstwo Komunikacyjne w Częstochowie Sp. z o.o. (MPK, dt. Städtisches Verkehrsunternehmen in Częstochowa GmbH) ist ein Nahverkehrsbetrieb in der polnischen Stadt Częstochowa. Die am 1. März 1950 gegründete MPK betreibt sowohl Busse und seit dem 8. März 1959 eine regelspurige Straßenbahn.
Die Planungen für eine Straßenbahn in dem polnischen Wallfahrtsort gehen bereits auf das Jahr 1903 zurück. Dies scheiterte allerdings daran, dass sich die potentiellen Betreiber, die Stadt und die Aufsichtsbehörde nicht auf die Bedingungen einigen konnten. 1908 wurde stattdessen ein Pferdeomnibus eingerichtet. Zwanzig Jahre später wurden schließlich Busse eingesetzt. Nach Ende des Zweiten Weltkrieges begannen zunächst zwei private Unternehmer mit dem Unterhalt von Buslinien. Die acht Linien mit 30 Kilometern Streckenlänge wurden allerdings verstaatlicht und gingen am 1. März 1950 in die neu gegründete MPK über.
Nachdem 1951 in Częstochowa ein großes Stahlwerk in Betrieb genommen worden war, begann man im selben Jahr mit dem Bau einer Straßenbahnlinie. 1959 wurde die 7,1 Kilometer lange Bahn am 8. März eröffnet. Sie begann im Wohngebiet Dzielnica 1000-lecia und endete vor den Toren des Stahlwerkes in Kucelin. Bereits am 21. Juli wurde ein 1,5 Kilometer langes Teilstück nach Rakow eröffnet. Diese Strecke hatte aufgrund der geringen Fahrgastzahlen nur bis 1971 Bestand, dann wurde sie wieder aufgegeben. 1971 wurde die bestehende Strecke von Bezirksanfang um 2,2 Kilometer bis zum Bezirksrand von Dzielnica 1000-lecia verlängert. 1984 folgten weitere 400 m bis zum heutigen Endpunkt der Bahn in der Fieldorfa-Nila-Straße im Wohngebiet Północ. Somit hatte sie eine Länge von 12 Kilometern erreicht.
1991 wurden die Betriebe kurzzeitig in Miejski Zakład Komunikacji, also Städtische Verkehrsbetriebe, umbenannt. Nach deren Konkurs wurde der alte Name Miejskie Przedsiębiorstwo Komunikacyjne wieder eingeführt. Heute werden auf der Strecke fünf Linien betrieben.